# Gan Le'ummi Arbel
Gan Le'ummi Arbel (hebreiska: גן לאמי ארבל) är en nationalpark i Israel. Den ligger i distriktet Norra distriktet, i den norra delen av landet.